# Jane Seymour (actriță)
Jane Seymour OBE (n. 15 februarie 1951, Middlesex, Anglia, Regatul Unit) este o actriță britano-americană, cunoscută pentru filmul cu James Bond, Live and Let Die (1973), Somewhere In Time (1980), East of Eden (1981), Onassis: The Richest Man in the World (1988), War and Remembrance (1988), thrillerul politic din 1989, La Révolution française, în care a jucat rolul Mariei Antoaneta, Wedding Crashers (2005), și serialul american Dr. Quinn (1993–1998). Ea a câștigat un premiu Emmy, două premii Globul de Aur, și o stea pe Hollywood Walk of Fame. I-a fost acordat Ordinul Imperiului Britanic în anul 2000.

## Filmografie

### Film
| An   | Titlu                                    | Rol                       | Note                                       |
| ---- | ---------------------------------------- | ------------------------- | ------------------------------------------ |
| 1969 | Oh! What a Lovely War                    | fata în cor               | nemenționat                                |
| 1970 | The Only Way                             | Lillian Stein             |                                            |
| 1972 | Young Winston                            | Pamela Plowden            |                                            |
| 1973 | The Best Pair of Legs in the Business    | Kim Thorn                 |                                            |
| 1973 | Live and Let Die                         | Solitaire                 |                                            |
| 1973 | Frankenstein: The True Story             | Agatha/Prima              |                                            |
| 1977 | Sinbad and the Eye of the Tiger          | Princess Farah            |                                            |
| 1977 | Killer on Board                          | Jan                       |                                            |
| 1978 | The Four Feathers                        | Ethne Eustace             |                                            |
| 1980 | Oh! Heavenly Dog                         | Jackie                    |                                            |
| 1980 | Somewhere in Time                        | Elise McKenna             | Nominalizare—Saturn Award for Best Actress |
| 1982 | The Scarlet Pimpernel                    | Marguerite Blakeney       |                                            |
| 1984 | Lassiter                                 | Sara Wells                |                                            |
| 1986 | Head Office                              | Jane Caldwell             |                                            |
| 1988 | El Túnel                                 | Maria Iribarne            |                                            |
| 1989 | La Révolution française                  | Marie Antoinette          |                                            |
| 1994 | Count on Me                              | necunoscut                |                                            |
| 1997 | California                               | Dr. Michaela 'Mike' Quinn |                                            |
| 1998 | Quest for Camelot                        | Lady Juliana              | Voce                                       |
| 1998 | The New Swiss Family Robinson            | Anna Robinson             |                                            |
| 1999 | A Memory in My Heart                     | Rebecca Vega              |                                            |
| 2002 | Touching Wild Horses                     | Fiona Kelsey              |                                            |
| 2005 | Wedding Crashers                         | Kathleen Cleary           |                                            |
| 2006 | The Beach Party at the Threshold of Hell | President Lauren Coffey   |                                            |
| 2006 | Blind Dating                             | Dr. Evans                 |                                            |
| 2007 | After Sex                                | Janet                     |                                            |
| 2009 | Wake                                     | Mrs. Reitman              |                                            |
| 2009 | The Velveteen Rabbit                     | Mom                       | Voce                                       |
| 2009 | The Assistants                           | Sandy Goldman             |                                            |
| 2011 | Perfectly Prudence                       | Prudence Macintyre        |                                            |
| 2011 | Love, Wedding, Marriage                  | Betty                     |                                            |
| 2011 | The Family Tree                          | Grandma Ilene             |                                            |
| 2012 | Freeloaders                              | Carolyn                   |                                            |
| 2012 | Lake Effects                             | Vikki Tisdale             |                                            |
| 2013 | Austenland                               | Mrs. Wattlesbrook         |                                            |
| 2013 | An American Girl: Saige Paints the Sky   | Miriam "Mimi" Copeland    |                                            |
| 2014 | Love by Design                           | Vivien                    |                                            |
| 2015 | About Scout                              | Gloria                    |                                            |
| 2016 | Fifty Shades of Black                    | Claire                    |                                            |
| 2016 | High Strung                              | Oksana                    |                                            |
| 2017 | Sandy Wexler                             | Cindy Marvelle            |                                            |
| 2017 | Becoming Bond                            | Maggie                    | Documentar                                 |
| 2017 | The Female Brain                         | Cheryl                    |                                            |
| 2017 | Just Getting Started                     | Delilah                   |                                            |
| 2018 | Mistrust                                 | Veronica Malloy           |                                            |
| 2018 | Little Italy                             | Corinne                   |                                            |
| 2020 | Un tataie de coșmar                      | Diane                     |                                            |
| 2020 | Friendsgiving                            | Helen                     |                                            |
| 2022 | Ruby's Choice                            | Ruby                      |                                            |
| 2022 | A Christmas Spark                        | Molly                     |                                            |
| 2023 | Puppy Love                               | Diane                     |                                            |
| 2024 | Irish Wish                               | Rosemary Kelly            |                                            |

### Filme de televiziune
| An   | Titlu                                                | Rol                         | Note                                                                               |
| ---- | ---------------------------------------------------- | --------------------------- | ---------------------------------------------------------------------------------- |
| 1976 | The Story of David                                   | Bathsheba                   |                                                                                    |
| 1977 | Benny and Barney: Las Vegas Undercover               | Margie Parks                |                                                                                    |
| 1977 | Seventh Avenue                                       | Eva Meyers                  |                                                                                    |
| 1978 | Love's Dark Ride                                     | Diana                       |                                                                                    |
| 1979 | Dallas Cowboys Cheerleaders                          | Laura Cole                  |                                                                                    |
| 1983 | The Phantom of the Opera                             | Maria Gianelli/Elena Korvin |                                                                                    |
| 1983 | Jamaica Inn                                          | Mary Yellan                 |                                                                                    |
| 1983 | The Haunting Passion                                 | Julia Evans                 |                                                                                    |
| 1984 | Dark Mirror                                          | Leigh Cullen/Tracy Cullen   |                                                                                    |
| 1984 | The Sun Also Rises                                   | Brett Ashley                |                                                                                    |
| 1985 | Obsessed with a Married Woman                        | Diane Putnam                |                                                                                    |
| 1986 | Crossings                                            | Hillary Burnham             |                                                                                    |
| 1988 | Keys to Freedom                                      | Gillian                     |                                                                                    |
| 1988 | The Woman He Loved                                   | Wallis Simpson              | Nominalizare—Golden Globe Award for Best Actress – Miniseries or Television Film   |
| 1988 | Onassis: The Richest Man in the World                | Maria Callas                | Primetime Emmy Award for Outstanding Supporting Actress in a Miniseries or a Movie |
| 1988 | Jack the Ripper                                      | Emma Prentiss               |                                                                                    |
| 1990 | Angel of Death                                       | Laura Hendricks             |                                                                                    |
| 1990 | Matters of the Heart                                 | Hadley Norman               |                                                                                    |
| 1991 | Passion                                              | Amanda Brooks               |                                                                                    |
| 1991 | Memories of Midnight                                 | Catherine Alexander         |                                                                                    |
| 1992 | Are You Lonesome Tonight?                            | Adrienne Welles             |                                                                                    |
| 1992 | Sunstroke                                            | Teresa Winters              |                                                                                    |
| 1993 | Praying Mantis                                       | Linda Crandell              |                                                                                    |
| 1993 | Heidi                                                | Fräulein Rottenmeier        |                                                                                    |
| 1994 | A Passion for Justice: The Hazel Brannon Smith Story | Hazel Brannon Smith         |                                                                                    |
| 1997 | The Absolute Truth                                   | Alison Reed                 |                                                                                    |
| 1998 | A Marriage of Convenience                            | Chris Winslow Whitney       |                                                                                    |
| 1999 | A Memory in My Heart                                 | Rebecca Vega                |                                                                                    |
| 1999 | Dr. Quinn, Medicine Woman: The Movie                 | Dr. Michaela 'Mike' Quinn   |                                                                                    |
| 2000 | Murder in the Mirror                                 | Dr. Mary Kost Richland      |                                                                                    |
| 2000 | Enslavement: The True Story of Fanny Kemble          | Fanny Kemble Butler         |                                                                                    |
| 2000 | Yesterday's Children                                 | Jenny Cole/Mary Sutton      |                                                                                    |
| 2001 | Blackout                                             | Kathy Robbins               |                                                                                    |
| 2001 | Dr. Quinn, Medicine Woman: The Heart Within          | Dr. Michaela 'Mike' Quinn   |                                                                                    |
| 2002 | Heart of a Stranger                                  | Jill Maddox                 |                                                                                    |
| 2007 | Agatha Christie's Marple                             | Rachel Argyle               |                                                                                    |
| 2008 | Dear Prudence                                        | Prudence Macintyre          |                                                                                    |
| 2013 | Lovestruck: The Musical                              | Harper Hutton               |                                                                                    |
| 2013 | An American Girl: Saige Paints the Sky               | Mimi                        |                                                                                    |
| 2014 | A Royal Christmas                                    | Isadora, Queen of Cordinia  |                                                                                    |

### Seriale de televiziune
| An        | Titlu                             | Rol                       | Note |
| --------- | --------------------------------- | ------------------------- | --- |
| 1970      | Here Come the Double Deckers      | Alice                     | Episod: "Scooper Strikes Out" |
| 1972      | The Pathfinders                   | Shelia Conway             | Episod: "Fly There, Walk Back" |
| 1972      | The Strauss Family                | Karolin                   | 4 episoade |
| 1972      | The Onedin Line                   | Emma Callon               | 10 episoade |
| 1973      | Great Mysteries                   | Veronique d' Aubray       | Episod: "The Leather Funnel" |
| 1975      | The Hanged Man                    | Laura Burnett             | Episod: "Ring of Return" |
| 1976      | Our Mutual Friend                 | Bella Wilfer              | 6 episoade |
| 1976      | Captains and the Kings            | Marjorie Chisholm Armagh  | 4 episoade Nominalizare—Primetime Emmy Award for Outstanding Lead Actress in a Miniseries or a Movie |
| 1977      | McCloud                           | Nidavah Ritzach           | Episod: "The Great Taxicab Stampede" |
| 1978      | The Awakening Land                | Genny Luckett             | 3 episoade |
| 1978      | Battlestar Galactica              | Serina                    | 5 episoade |
| 1981      | East of Eden                      | Cathy/Kate Ames           | 3 episoade Golden Globe Award for Best Actress – Miniseries or Television Film |
| 1981      | BBC2 Playhouse                    | N/A                       | Episod: "Last Summer's Child" |
| 1988–1989 | War and Remembrance               | Natalie Henry             | 12 episode Nominalizare—Golden Globe Award for Best Actress – Miniseries or Television Film (1989–90) Nominated—Primetime Emmy Award for Outstanding Lead Actress in a Miniseries or a Movie |
| 1993–1998 | Dr. Quinn, Medicine Woman         | Dr. Michaela "Mike" Quinn | 149 episoade Golden Globe Award for Best Actress – Television Series Drama Nominalizare—Golden Globe Award for Best Actress – Television Series Drama (1994–95, 1997) Nominalizare—People's Choice Award for Favorite Female Television Performer Nominalizare—Primetime Emmy Award for Outstanding Lead Actress in a Drama Series (1994, 1998) Nominalizare—Screen Actors Guild Award for Outstanding Performance by a Female Actor in a Drama Series Nominalizare—Viewers for Quality Television Award for Best Actress in a Quality Drama Series |
| 1998      | Dharma & Greg                     | Rolul ei                  | Episod: "Dharma's Tangled Web" |
| 1999      | Healthy Living                    | Herself                   | 14 episoade |
| 2004      | Law & Order: Special Victims Unit | Debra Connor              | Episod: "Families" |
| 2004–2005 | Smallville                        | Genevieve Teague          | 6 episoade |
| 2006      | Modern Men                        | Dr. Victoria Stangel      | 7 episoade |
| 2006      | How I Met Your Mother             | Professor Lewis           | Episod: "Aldrin Justice" |
| 2006      | Justice                           | Karen Patterson           | Episod: "Filicide" |
| 2007      | In Case of Emergency              | Donna                     | 3 episoade |
| 2011      | Castle                            | Gloria Chambers           | Episod: "One Life to Lose" |
| 2012      | Once Upon a Christmas             | Narator                   | Special |
| 2012–2013 | Franklin & Bash                   | Colleen Bash              | 2 episoade |
| 2014      | Men at Work                       | Bridgette                 | Episod: "Gigo-Milo" |
| 2014      | Forever                           | Maureen Delacroix         | Episod: "The Ecstasy of Agony" |
| 2015–2016 | Jane the Virgin                   | Amanda Elaine             | 3 episoade |
| 2016      | Hooten & the Lady                 | Lady Lindo-Parker         | 3 episoade |
| 2018      | Let's Get Physical                | Janet                     | 8 episoade |
| 2019      | The Kominsky Method               | Madelyn                   | 5 episoade |